# Mont-et-Marré
Mont-et-Marré é uma comuna francesa na região administrativa de Borgonha-Franco-Condado, no departamento Nièvre. Estende-se por uma área de 18,1 km². Em 2010 a comuna tinha 161 habitantes (densidade: 8,9 hab./km²).